# آب‌سنگ‌های کینگمن

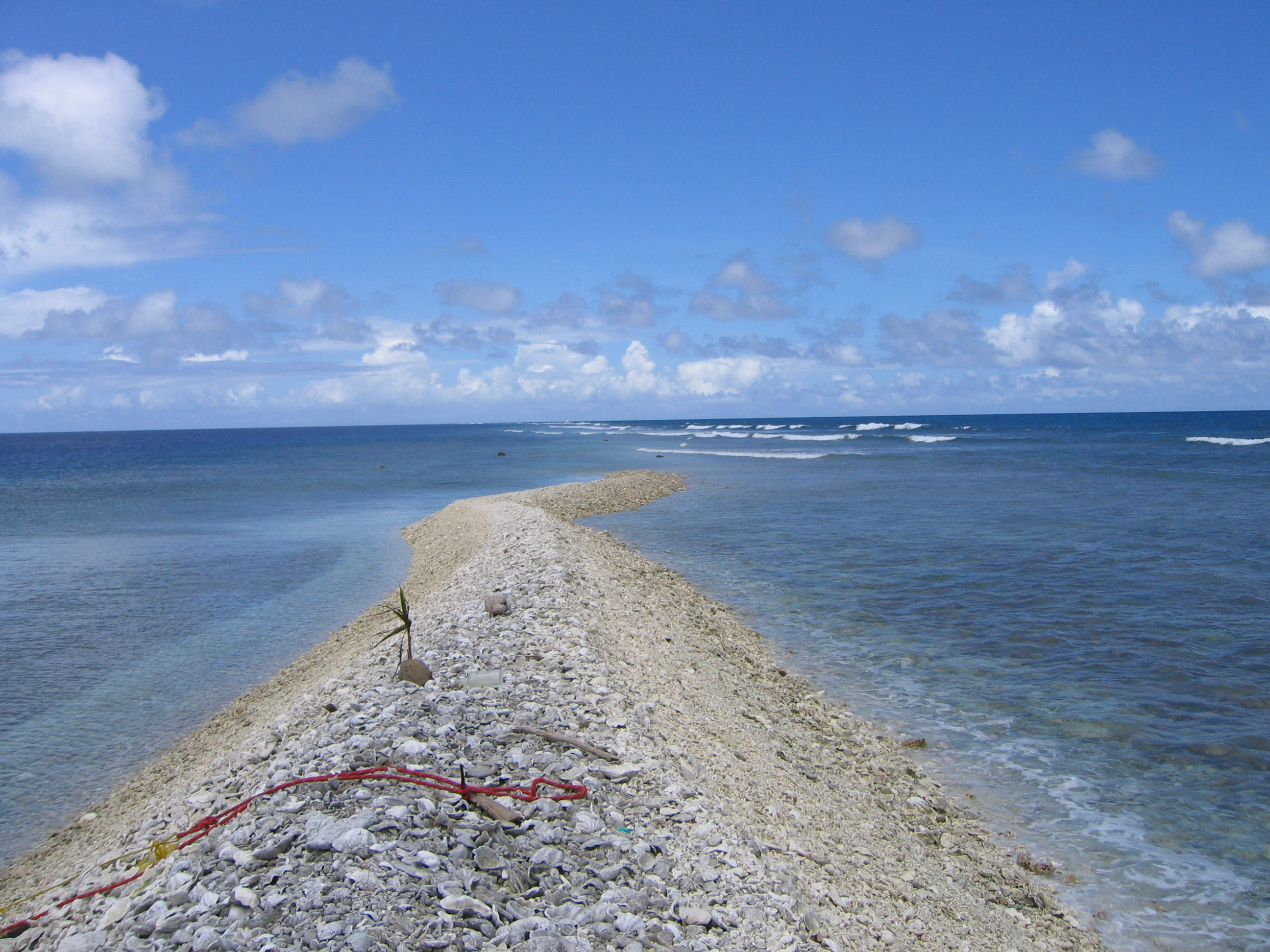
نوار خشکی واقع در آب‌سنگ کینگمن. توجه داشته‌باشید آن نهال، نهال درخت نارگیل است.

آب‌سنگ کینگمن (به انگلیسی: Kingman Reef) جزیره‌ای از جزایر لاین، واقع در اقیانوس آرام، در حدود ۱۵۰۰ کیلومتری جنوب غربی جزایر هاوایی است که از یک آب‌سنگ و آبتل به طول ۱۵ کیلومتر و عرض ۸ کیلومتر به وجود آمده‌است. این جزیره در سال ۱۷۹۸ کشف شده و در سال ۱۹۲۲ به مالکیت ایالات متحده آمریکا درآمده‌است. آب‌سنگ کینگمن زیر نظر نیروی دریایی آمریکا اداره می‌شود و ورود افراد متفرقه به آن نیز، ممنوع می‌باشد. این آب‌سنگ واقع در مختصات ۶°۲۳′ شمالی ۱۶۲°۲۵′ غربی / ۶٫۳۸۳°شمالی ۱۶۲٫۴۱۷°غربی می‌باشد.